# Podocarpus neriifolius
Podocarpus neriifolius es una especie de conífera de la familia Podocarpaceae. Es la especie más extendida del género Podocarpus. Alcanza una altura de 10-15 metros, aunque ocasionalmente puede superarlos en bosques tropicales y subtropicales. En los Montes Elefante de Camboya existen formas enanas de 2-4 metros de altura.
Se puede encontrar en India, Nepal, China, Myanmar, Tailandia, Laos, Camboya, Vietnam, Malasia, Indonesia, Brunéi, Filipinas, Papua Nueva Guinea, Islas Solomon y Fiji.
El comercio de esta especie está regulado por el Convenio CITES desde 1975, a petición de Nepal, por lo que se necesita de certificados y permisos para exportar madera desde ese país.
Posee una madera de color amarillento y se utiliza en Camboya para la construcción, donde se clasifica de segunda categoría (no tan buena como de primera, pero superior a otras).